# ایون سنتر

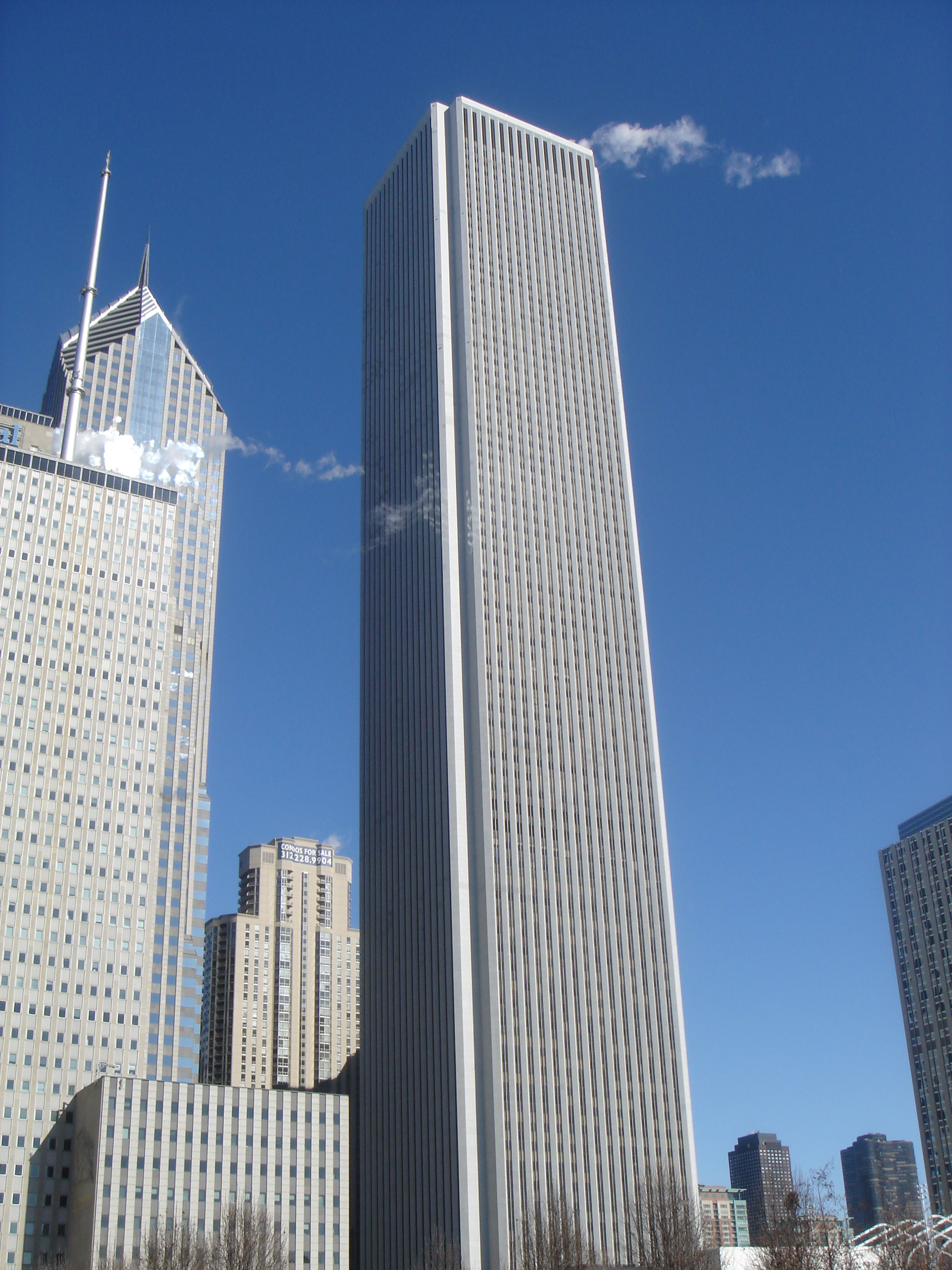

ایون سنتر یا آئون سنتر (به انگلیسی: Aon Center) نام برجی مرتفع در شیکاگو در ایلینوی است. این برج بعد از ویلس تاور، ترامپ تاور و سنت ریجز چهارمین برج بلند در شیکاگو است. این برج در ۱۹۷۳ ساخته گردید، و دارای ۸۳ طبقه در روی سطح زمین و ۵ طبقه زیر سطح زمین است و ۳۴۶ متر ارتفاع دارد، که در سال ۲۰۰۹ ششمین برج بلند کشور آمریکا بود.
معمار این برج پست‌مدرنیستی، پرکینز اند ویل است.

## نام‌گذاری
این برج ابتدا توسط استاندارد اویل ایندیانا استفاده می‌شد که از همین روی برج استاندارد اویل نام گرفت تا سال ۱۹۸۵ که هم‌زمان با تغییر نام شرکت استاندارد اویل به آموکو نام برج نیز به آموکو تغییر داده شد. در سال ۱۹۹۹ به پاسداشت مستأجر جدید آن ایون نام برج به ایون سنتر بر خود گرفت. هر چند ایون تا سال ۲۰۰۱ مستأجر اصلی برج محسوب نمی‌شد.